# Сверция
Све́рция, или трипу́тник (лат. Swertia) — род травянистых цветковых растений семейства Горечавковые (Gentianaceae).

## Название
Род был назван Карлом Линнеем в честь голландского художника и садовода Эмануэля Сверта (1552—1612).

## Ботаническое описание
Представители рода — корневищные многолетние травы.
Листья собраны в прикорневую розетку, не исчезающие. Стеблевые листья обычно супротивные, реже очерёдные.
Цветки 4—5-членные, собраны на конце побега в кистевидное, головчатое или зонтичное соцветие. Венчик колесовидный, лепестки почти свободные, окрашенные в белый, желтоватый или синий цвет. Тычинки широкие, с желтоватыми или голубоватыми повислыми пыльниками. Пестик короткий, рыльце двураздельное, столбик может вовсе отсутствовать. Завязь одногнёздная.
Плод — коробочка с многочисленными семенами, при созревании раскрывающаяся двумя створками. Семена уплощённые или выпуклые, угловатые, у некоторых видов с крылышком.

## Таксономия

### Синонимы
- Agathotes D.Don ex G.Don, 1837
- Anagallidium Griseb., 1838
- Blepharaden Dulac, 1867
- Henricea Lem., 1824
- Kingdon-Wardia C.Marquand, 1929
- Monobothrium Hochst., 1844
- Ophelia D.Don ex G.Don, 1837
- Rellesta Turcz., 1849
- Sczukinia Turcz., 1840
- Stellera Turcz., 1840, nom. illeg.
- Swertopsis Makino, 1891
- Synallodia Raf., 1838
- Tesseranthium Kellogg, 1862

### Виды
Род включает более 80 видов. Некоторые из них:
- Swertia gonczaroviana Pissjauk., 1961, nom. nov. — Сверция Гончарова
- Swertia graciliflora Gontsch., 1933 — Сверция тонкоцветковая
- Swertia marginata Schrenk, 1842 — Сверция окаймлённая
- Swertia perennis L., 1753 — Сверция многолетняя